# Rulík (rod)

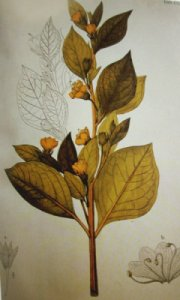
Botanická ilustrace rulíku Atropa baetica

Rulík (Atropa) je rod rostlin z čeledi lilkovité. Zahrnuje 5 druhů, rozšířených v Evropě, Asii a severní Africe. Rulíky jsou vytrvalé byliny s jednoduchými listy a zvonkovitými až nálevkovitými květy. Plodem je černá bobule. V České republice se vyskytuje rulík zlomocný.
Rulíky jsou jedovaté rostliny, které mohou způsobit smrtelnou otravu. Hlavními obsahovými látkami jsou tropanové alkaloidy. Většina otrav souvisí s experimentováním s halucinogenními účinky těchto rostlin. Rulík zlomocný je podobně jako asijský druh Atropa acuminata používán v tradiční medicíně. Je komerčně pěstován jako zdroj farmakologicky významného atropinu a využití má také v homeopatii.

## Popis
Rulíky jsou vytrvalé, lysé nebo žláznatě chlupaté byliny se vzpřímenou lodyhou. Listy jsou jednoduché, střídavé nebo zdánlivě vstřícné, s celistvou, celokrajnou čepelí se zpeřenou žilnatinou. Květy jsou oboupohlavné, vzpřímené nebo převislé, jednotlivé nebo po dvou či po třech. Kalich je zvonkovitý, s cípy delšími než kališní trubka. Koruna je lehce dvoustranně souměrná, trubkovitě zvonkovitá, zvonkovitá nebo u druhu Atropa baetica nálevkovitá, se zaoblenými, ven vyhnutými laloky. Tyčinek je 5, s nitkami ve spodní části přirostlými ke korunní trubce. Semeník je svrchní, obsahuje dvě komůrky a nese lehce prohnutou čnělku zakončenou hlavatou bliznou. Kolem báze semeníku je prstencovité nektárium. Plodem je černá, šťavnatá, mnohasemenná bobule podepřená zvětšeným vytrvalým kalichem.

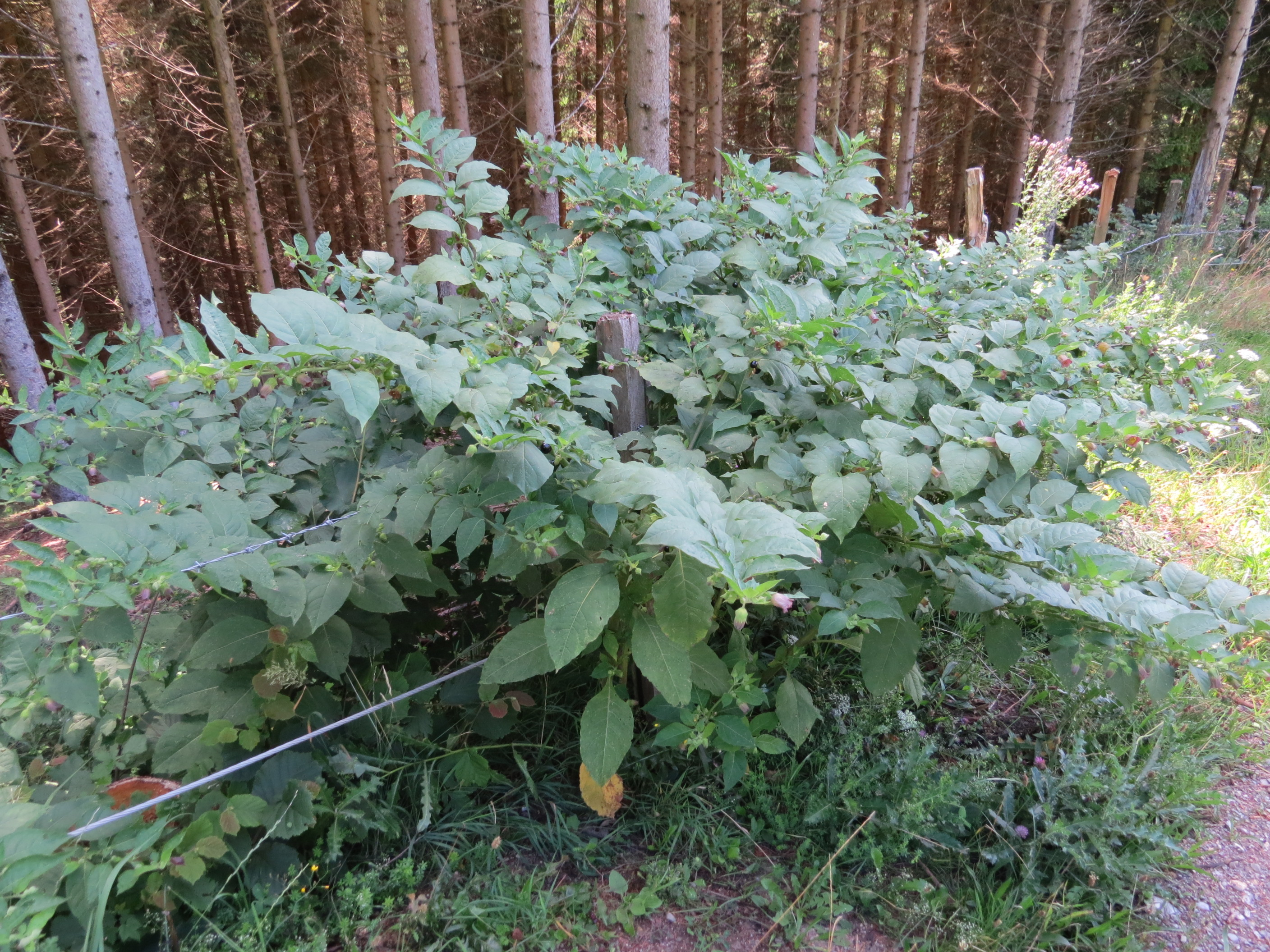
Rostlina rulíku zlomocného
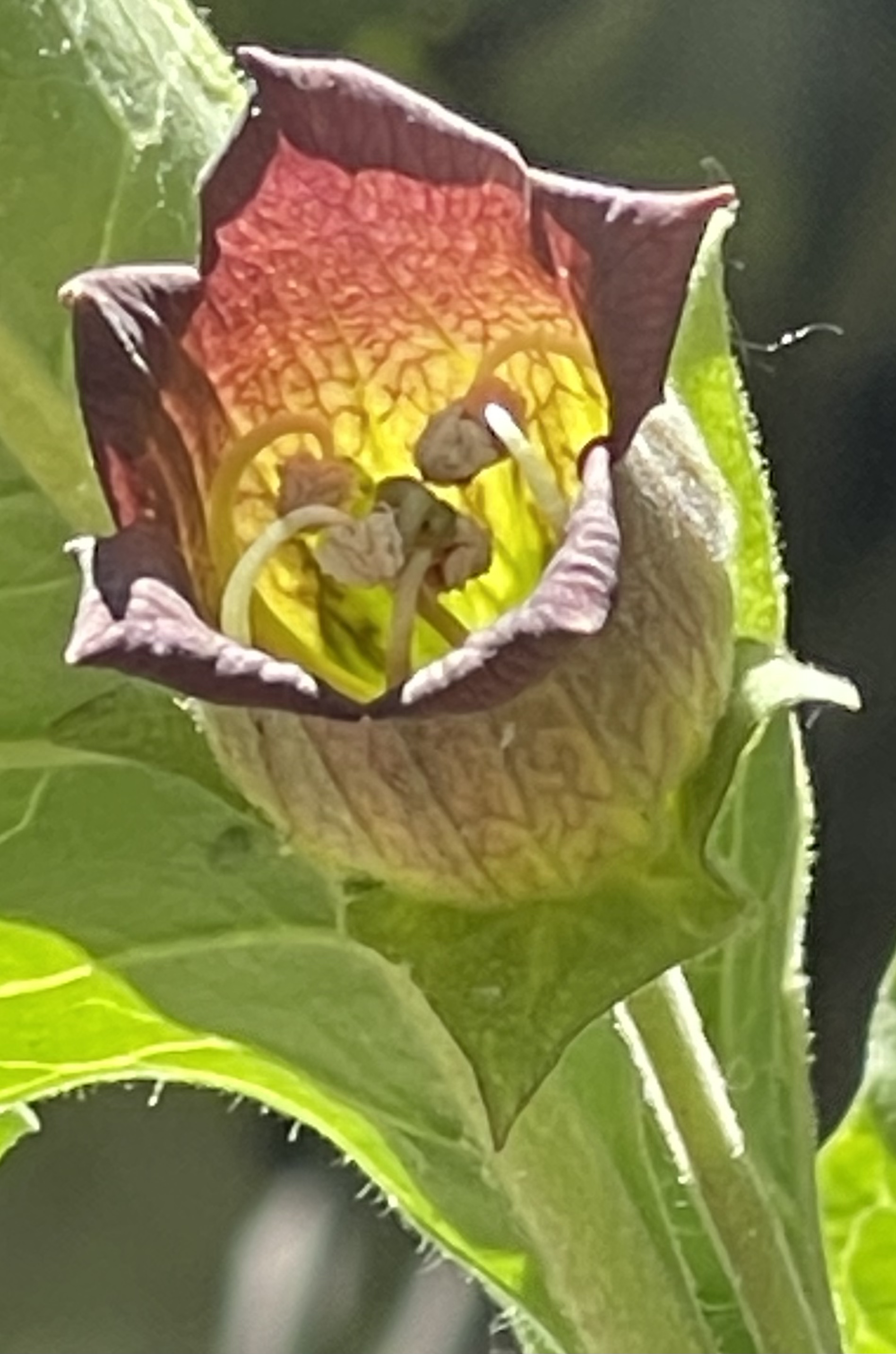
Květ rulíku zlomocného
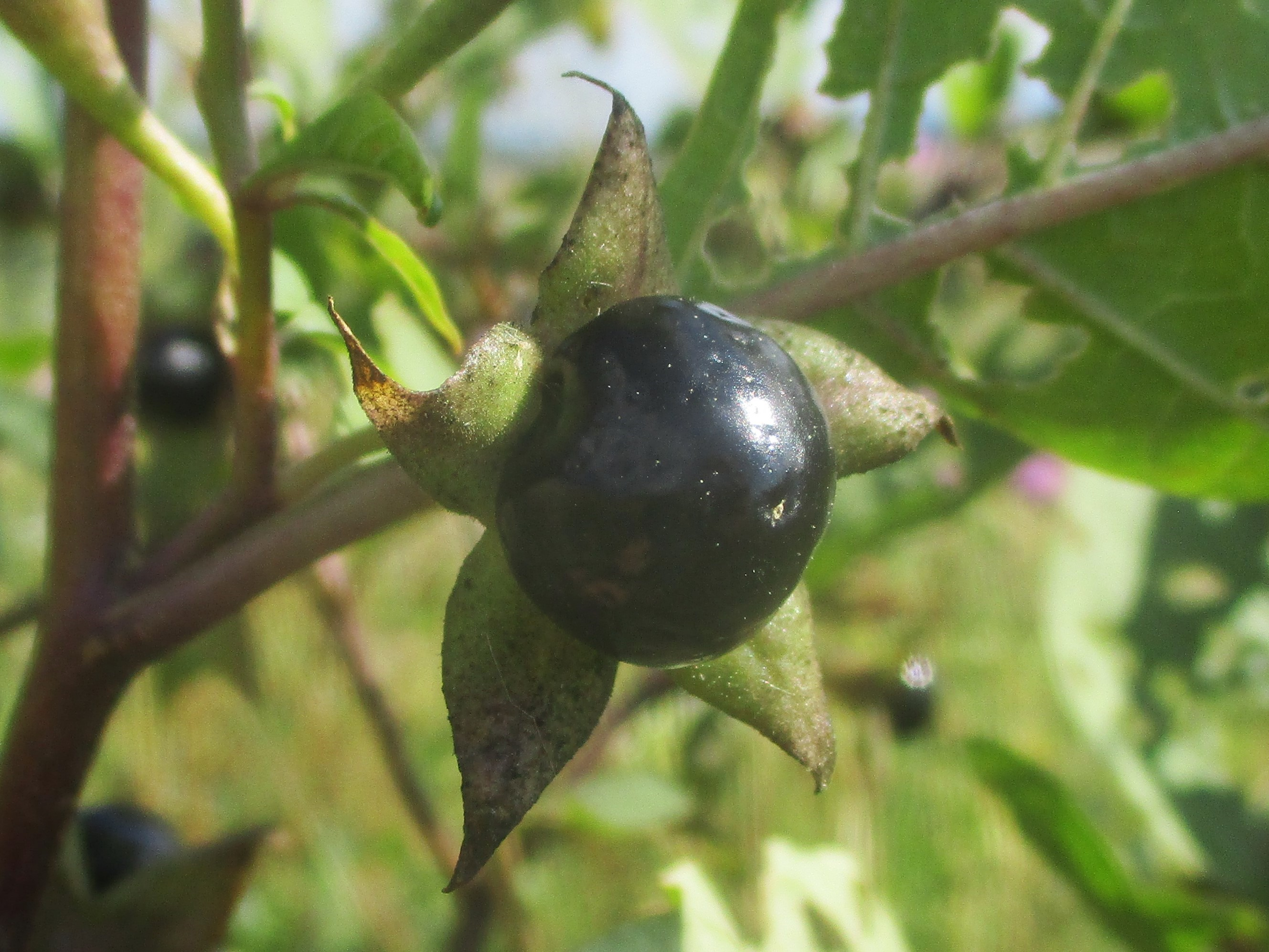
Plod rulíku zlomocného

## Rozšíření a ochrana
Rod rulík zahrnuje v závislosti na taxonomickém pojetí 2 až 5 druhů a je rozšířen od západní Evropy a severní Afriky po Himálaj. Centrum druhové diverzity je v Íránu, odkud jsou uváděny 4 druhy, z toho jeden endemický. Největší areál má rulík zlomocný, rostoucí v téměř celé Evropě mimo Irska, Skandinávie a Ruska, v severní Africe a jihozápadní Asii včetně Kavkazu. Nejdále na východ zasahuje Atropa indobelladonna, který je endemitem východního Himálaje.
V Evropě rostou 2 druhy, mimo rulíku zlomocného ještě na Pyrenejském poloostrově druh Atropa baetica. Oba tyto druhy také jako jediné zasahují do severní Afriky.
Rulík Atropa baetica je chráněným druhem dle Bernské úmluvy a je na seznamu nejvzácnějších rostlin Evropy.

## Ekologické interakce
Na listech rulíku se živí housenky některých můr, jmenovitě černopásky stěhovavé (Heliothis peltigera) a osenice rulíkové (Xestia baja). V Americe jej jako náhradní potravu přijímají housenky lišajů Manduca sexta a Manduca quinquemaculatus a přástevníka Pyrrharctia isabella.
Bobule rulíku zřejmě občas konzumují ptáci, jmenovitě pěnice černohlavá, drozd zpěvný a bažanti.

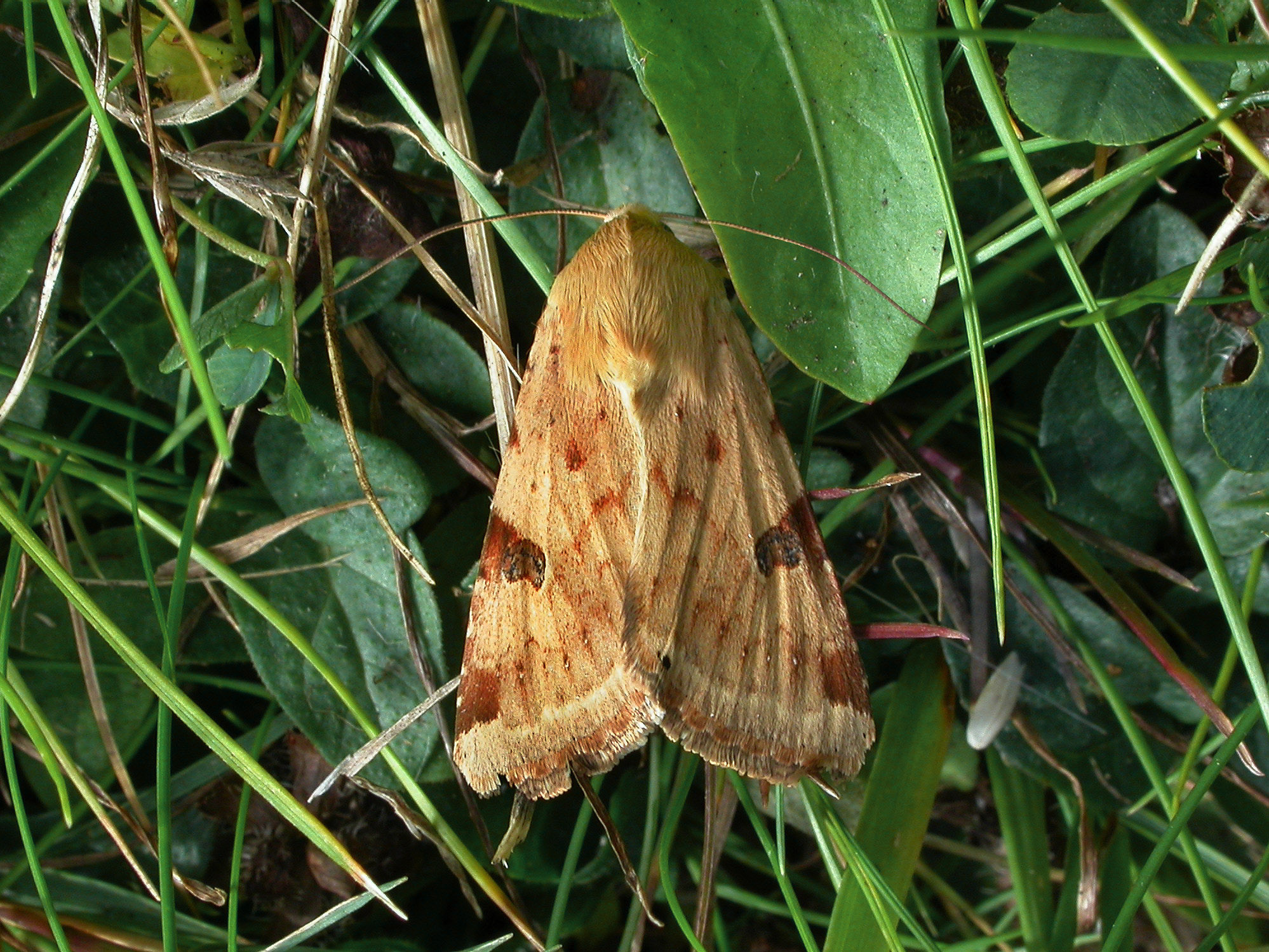
Černopáska stěhovavá
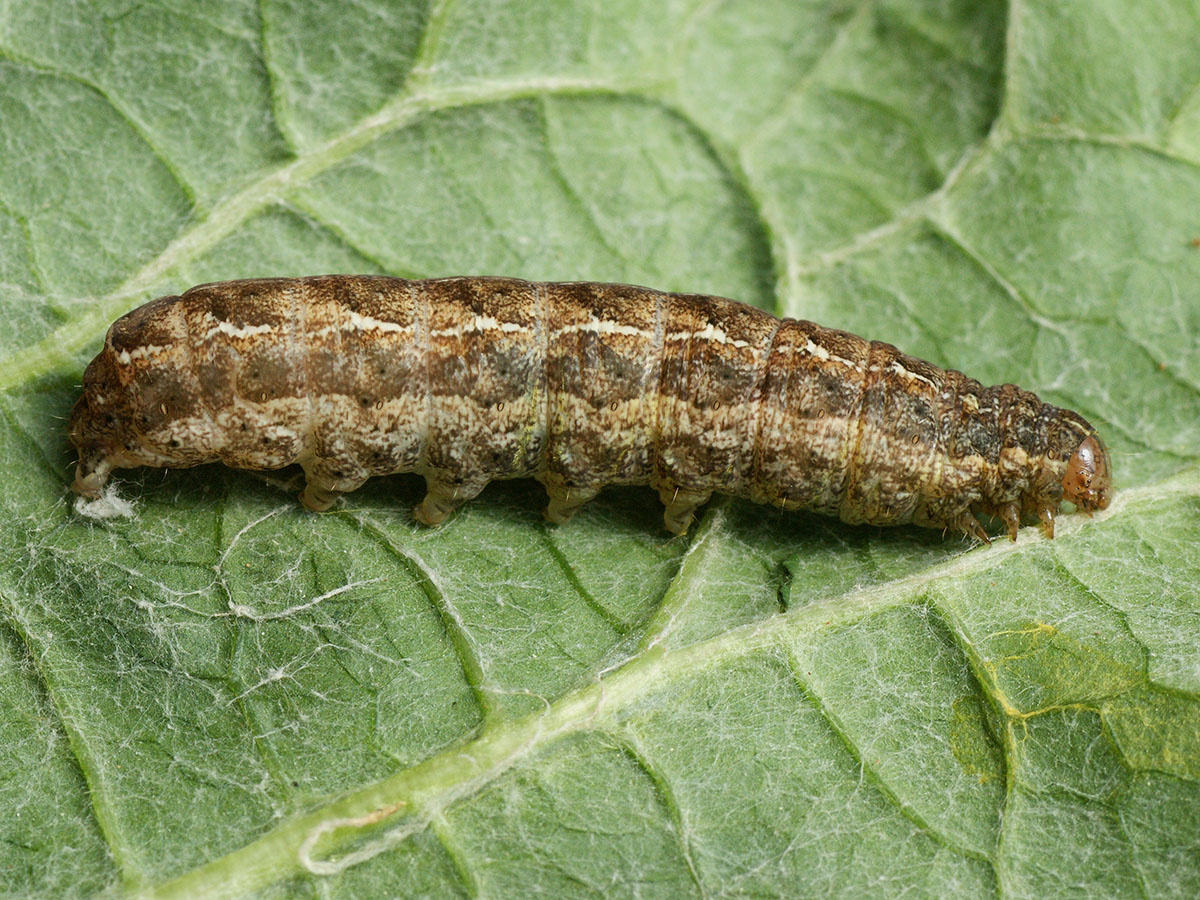
Housenka osenice rulíkové
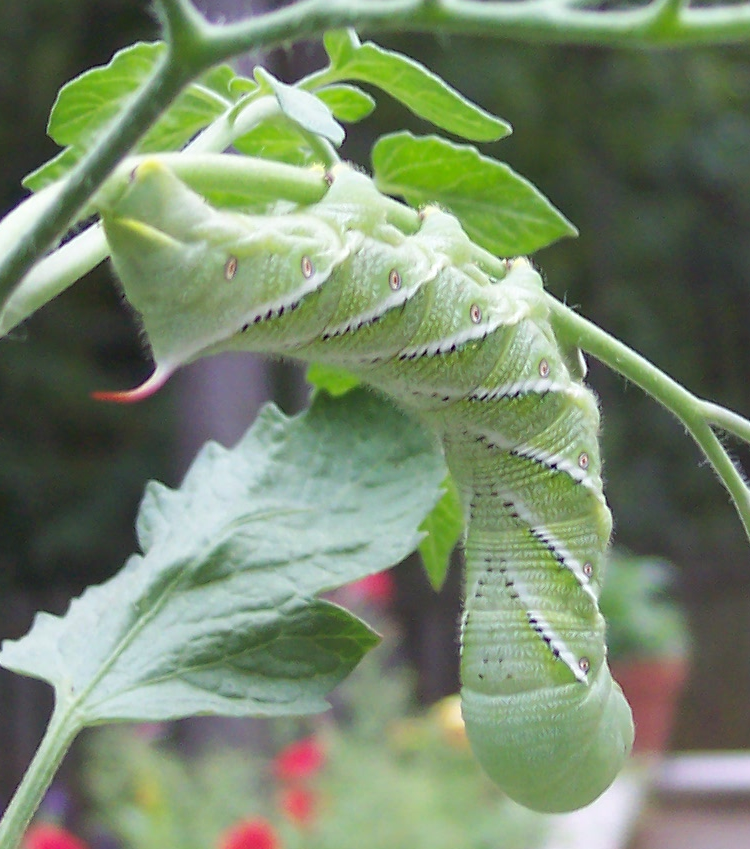
Housenka amerického lišaje Manduca sexta

## Obsahové látky a jedovatost
Nejvýznamnější obsahové látky rulíku jsou podobně jako u durmanu, brugmansie a blínu tropanové alkaloidy, především atropin, hyoscyamin, skopolamin a norhyoscin. Jsou obsaženy ve všech částech rostliny, nejjedovatější jsou plody a kořen. V malém množství jsou obsaženy dokonce i v pylu. Tropanové alkaloidy působí antagonisticky na acetylcholinové a muskarinové cholinergní receptory a mají proto hluboký účinek na autonomní nervovou soustavu zahrnující srdce a trávicí systém, oči a centrální nervovou soustavu. Listy obsahují asi 0,4 % aktivních alkaloidů, kořeny 0,6 %.
Asijský druh Atropa acuminata obsahuje především alkaloidy atropin, hyoscyamin a belladonnin.
V Evropě náležejí otravy plody rulíku mezi nejběžnější případy těžkých otrav rostlinami, což bezprostředně souvisí s experimentováním s jejich halucinogenními účinky. Naproti tomu v Americe je rulík pěstován jen zřídka a k otravám proto dochází mnohem méně.
Otrava rulíkem se projevuje suchem v ústech, obtížným polykáním a mluvením, tachykardií, slabostí, zadržováním moči a zácpou. Zvýšení tělní teploty může být provázeno zarudlou a suchou kůží. Zornice jsou rozšířené, dochází k rozostřenému vidění, nastupuje vzrušení a delirium, někdy provázené bolestmi hlavy, halucinacemi a zmateností. Srdeční tep je zrychlený. Léčba lehčích otrav je podpůrná a symptomatická. Těžší otravy provázené deliriem a horečkou vyžadují lékařský zásah, neboť mohou skončit fatálně. Smrt nastává zástavou dechu. V těžších případech je vhodné podávání emetika k vyvolání zvracení a výplach střev. Následně se podává dávka hořčíku, stimulanty a silná káva. Jako protijed proti působení tropanových alkaloidů se podává physostigmin. Někdy je nutná podpora dýchání. Akutní otrava trvá několik hodin až několik dní.
Citlivost vůči tropanovým alkaloidům je velmi individuální. K příznakům otravy může stačit již dávka 0,1 mg atropinu. Průměrná smrtelná dávka atropinu u dospělého člověka se pohybuje v rozmezí 90 až 130 mg, u dítěte to může být již 10 mg.
Bobule rulíku občas konzumují hlodavci a jejich maso je pak jedovaté pro predátory.

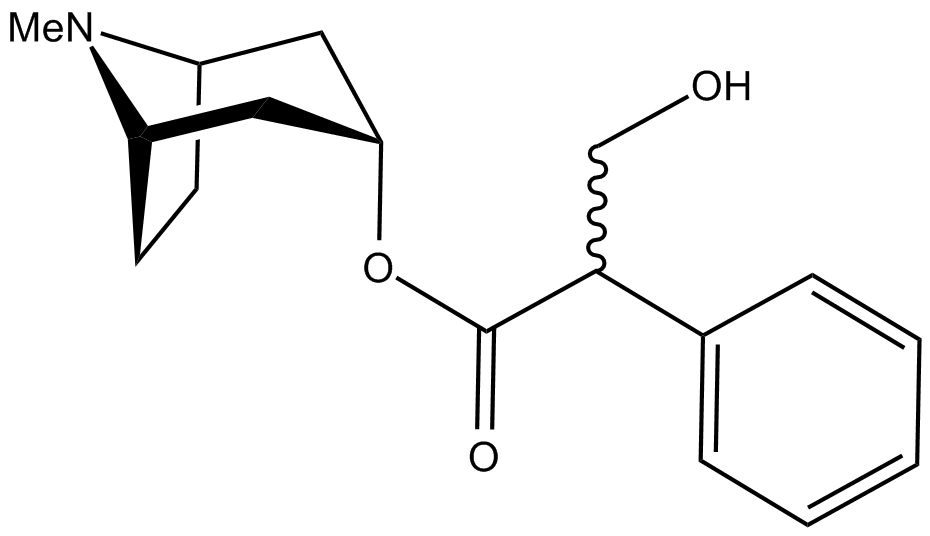
Atropin
Skopolamin
Norhyoscin

## Historie využití a etymologie

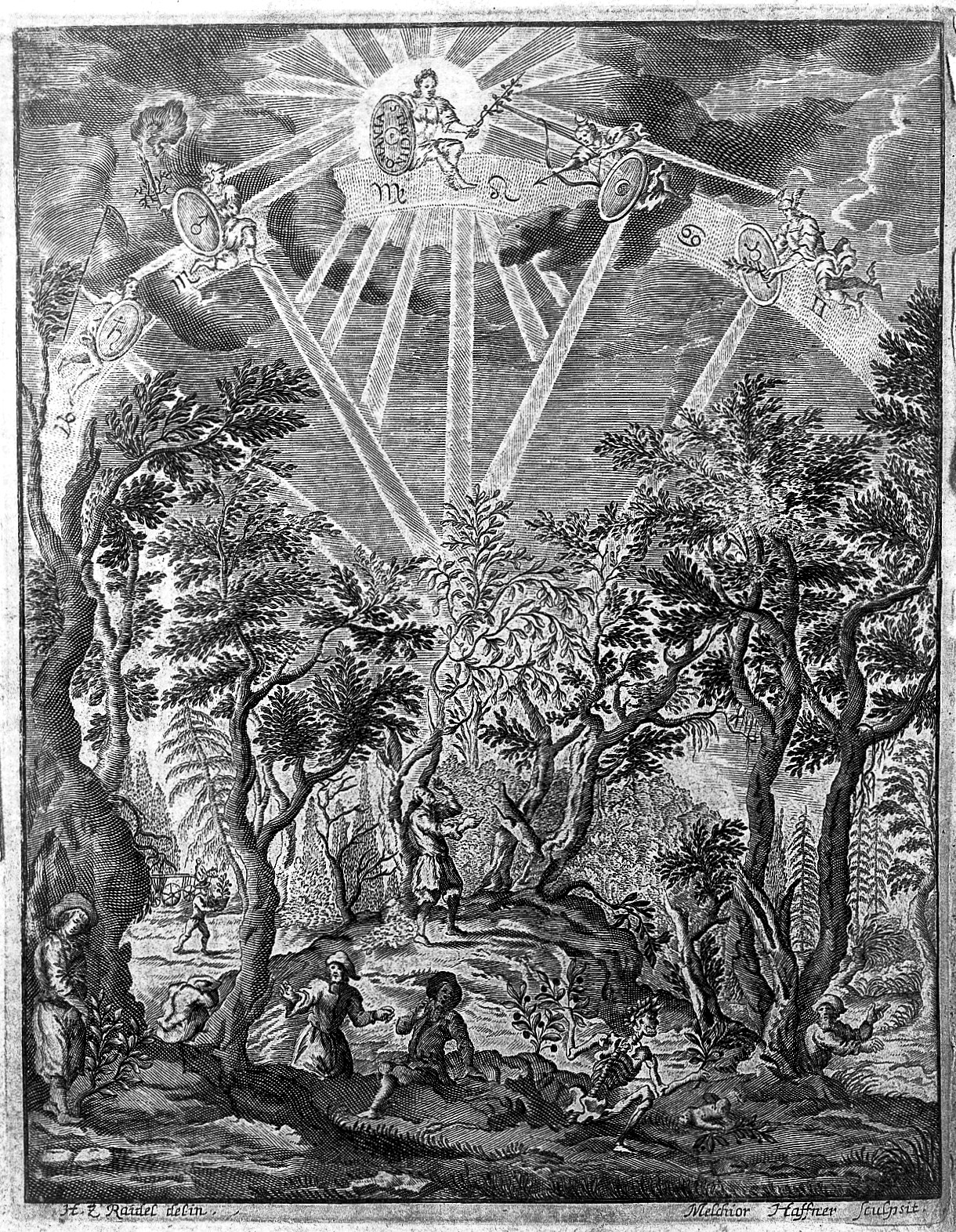
Ilustrace ze začátku 17. století, zobrazující prožitky muže po požití rulíku

Ve starověkém Řecku náležel rulík mezi oblíbené jedy a Řekové jej spojovali s Atropos (řecky Ατροπος), což byla jedna ze tří sudiček, která nůžkami přestřihávala nit života. Později našel uplatnění v řeckém a římském dionýsovském kultu. Účastníci obřadů požívali víno, v němž byl vylouhován rulík, břečťan a další drogy. V transu pak tancovali a „dopouštěli se oplzlostí“. Ve středověku byl rulík důležitou součástí čarodějnického lékopisu. Spolu s bolehlavem a blínem sloužil k výrobě létacích mastí, kterými si účastníci obřadů natírali kůži a genitálie. Rolníci uchovávali doma větévku rulíku k odhánění zlých duchů od příbytku. Druhové jméno rulíku zlomocného belladonna pochází z italštiny a znamená krásná paní. Extraktem z této rostliny si italské dámy v období renesance rozkapávaly oči, aby je lesklé a rozšířené zorničky učinily atraktivnějšími. Toto využití zmiňuje ve svém herbáři z 16. století italský lékař a botanik Pietro Andrea Mattioli. Carl Linné ve svém klasickém díle Species Plantarum z roku 1753 obě jména spojil a rostlinu nazval Atropa belladonna.
V 19. století byl rulík součástí oficiálních lékopisů. Edinburský lékař Andrew Duncan jej doporučoval na horečnatá onemocnění včetně moru a nervové choroby, jako je obrna, epilepsie, melancholie nebo mánie. Obliba rulíku k vražedným účelům od doby starověku postupně klesala, z 90. let minulého století je však znám případ edinburského lékaře, který atropinem extrahovaným z rulíku otrávil svoji manželku.

## Taxonomie
Rod Atropa je v rámci čeledi Solanaceae řazen do podčeledi Solanoideae a tribu Hyoscyameae. Představuje bazální větev celého tribu, zahrnujícího celkem 8 rodů. Na rozdíl od ostatních příbuzných rodů má rulík bobule a nikoliv tobolky. Počet samostatných druhů v rámci rodu není dosud dořešený. Někteří taxonomové rozlišují pouze 2 nebo 3, zatímco jiní 5.

## Zástupci
- Atropa acuminata
- Atropa baetica

- rulík zlomocný (Atropa bella-dona)[17]

## Význam

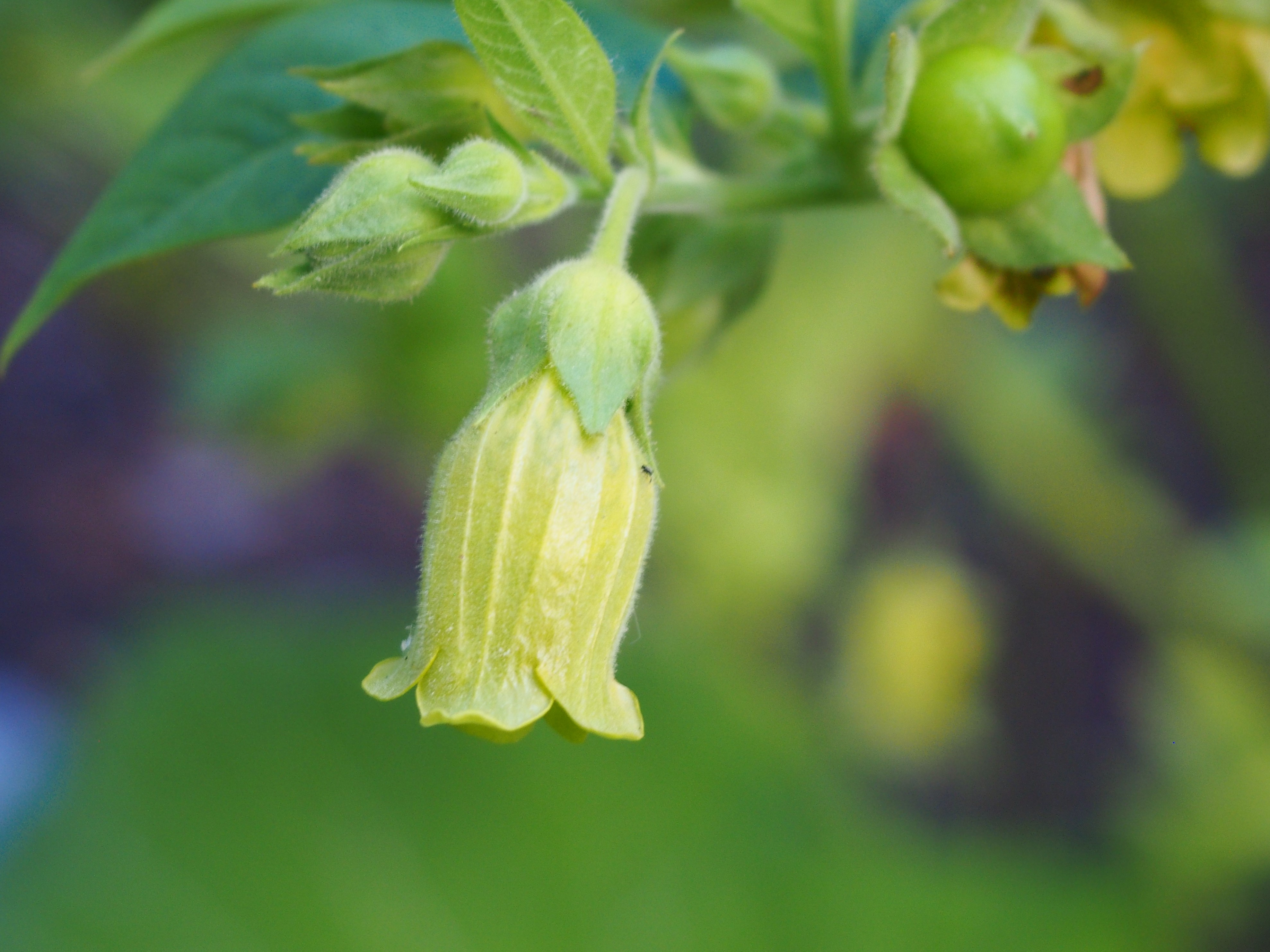
Žlutokvětý okrasný kultivar rulíku zlomocného 'Lutea'

Prášek z listů a kořenů rulíku zlomocného je používán při léčení astmatu, koliky a překyselení žaludku. V jihoindické a persko-arabské tradiční medicíně je rulík zlomocný používán k úlevě při střevní kolice, bolestivé menstruaci, bolestech v krku, kašli a astmatu, žaludečních vředech, neurologických bolestech, dně, revmatismu a ischias a k léčení očních chorob. K podobným účelům je v persko-arabské tradiční medicíně používán i druh Atropa acuminata.
Rulík zlomocný a druh Atropa baetica jsou komerčně pěstovány jako zdroj farmakologicky významného atropinu.
Rulík byl jednou z prvních rostlin využívaných v homeopatii. Esenci na bázi rulíku vyvinul zakladatel této léčebné metody, Samuel Hahnemann, v roce 1799 k léčení spály. V současnosti se používá zejména při akutní horečce, různých bolestech a suchém kašli.
Občas se pěstuje spíše jako zajímavá než okrasná rostlina.